# 엡실론 (로켓)
엡실론(Epsilon, イプシロンロケット)은 일본의 저궤도 소형위성 발사용 우주 발사체이다. 미국 티오콜(현재 노스럽그루먼)의 고체로켓모터, 캐스터120(SR-118)을 라이선스 생산하여 1단 모터(SRB-A/A3/3)로 사용한다.
일본 우주산업과 방위산업의 고질적인 "고비용 저효율" 구조는 항상 문제로 지적되었고, 전신인 M-V 역시 이러한 지적으로부터 자유롭지 못하였다. M-V는 동일한 급의 미국 피스키퍼 상업용 발사체들(아테나2, 미노타우르4, 미노타우르C)과 성능면에서 차이가 없었으나, 1단 고체로켓모터의 추력이 불필요하게 높고, 발사 비용이 57억 엔(당시 약 900억 원)으로 너무 높아, 실용성이 매우 떨어졌다. 따라서 그 후속으로 개발된 발사체가 엡실론이다. 1단 고체로켓모터가 미국산의 라이선스 생산 모터인 점은, 엡실론이 일본의 순수한 "자국산" 발사체로 언급되기에는 애매한 부분이다.
엡실론의 경우 1회 발사 비용은 약 38억 엔(약 416억 원) 정도로, M-V의 절반가량에 불과하다. 한편, 유럽우주기구의 고체 발사체인 베가(Vega)의 1회 발사 비용은 약 46억~59억 엔(약 506억~649억 원) 정도이다. 2013년 9월 14일, 우치노우라 우주공간 관측소에서 시험 1호가 발사되었다. 엡실론은 무게 91t, 길이 24m의 3단 고체연료 로켓이다. 두 번째 비행에서 2단이 강화되어 성능이 30% 향상됐다.
2023년에 개발 완료 예정이었던 엡실론S는, 1단에 고체로켓모터 SRB-3를 적용할 예정이다. SRB-3는 기존의 SRB-A3의 길이를 소폭 늘리고 총 중량을 증가시켜 개량한 모터이다. 그에 따라 추력이 20% 증가하였다. 따라서 엡실론S는 기존의 엡실론보다 페이로드 탑재능력 역시 소폭 상승할 것이다. 엡실론S 1단 고체로켓모터 SRB-3는 일본의 차세대 발사체인 H3의 고체부스터(SRB)로도 사용된다. 2023년 2월 17일, H3 첫 시험 발사에서 SRB-3는 정상적인 연소에 실패, 이로 인하여 H3의 첫 발사는 실패하였다. 2023년 7월 14일 엡실론S의 2단 고체로켓모터 연소시험중 모터에 의한 폭발사고가 있었다. 이날 아키타 소재의 시험 시설이 완파되었다. 2024년 11월, 1년만에 엡실론S의 2단 고체로켓모터 연소시험중 모터에 의한 폭발사고가 다시 한차례 발생했다. 이보다 빠른 2022년에는 엡실론 6호기가 발사에 실패하여 절차에 따라 폭파되었다. 액체연료 기반의 발사체에 비하여 개발 및 발사가 비교적 단순한 고체연료 발사체임에도 불구하고 일본은 최근 연달아 실패하고 있으며, 엡실론의 개량형 발사체인 엡실론S의 개발은 개발완료 목표 시기였던 2023년을 이미 한참 지났다.
엡실론(엡실론S)는, 동급의 미국, 유럽, 중국의 발사체들보다 페이로드 탑재능력은 떨어진다. 태양동기궤도(SSO) 페이로드 탑재능력에 있어서, 이탈리아의 베가는 고도 700 km에 1.43t 위성을 발사할 수 있다. 미국의 미노타우르4와 미노타우르C는 고도 740km에 1t, 중국의 ZK-1A는 고도 700 km에 1.3t 위성을 발사할 수 있다. 한편, 엡실론은 고도 500 km에 590-700 kg 위성을 발사할 수 있다. 새로 개량중인 엡실론S는 고도 700 km에 600kg의 위성을 발사할 수 있다.

## 피스키퍼
액체연료를 기반으로 하는 일본의 중형 발사체 H-2A/B 및 중대형 발사체 H3는 미국의 델타를 원형으로 하는 발사체이다. 과거 일본은 미국의 델타를 약 20년간 라이선스 생산하였다. 이와 흡사하게, 엡실론 역시 미국의 피스키퍼를 원형으로 한다고 볼 수 있다. 일본의 우주산업이 미국의 통제하에 발전해 왔음을 추측할 수 있다.
일본은 일찍부터 미국 델타와 피스키퍼의 고체로켓모터인 캐스터모터 시리즈를 수입하거나, 라이선스 생산하였다. 엡실론의 1단 고체로켓모터 SRB-A는, 일본 IHI 에어로스페이스가 미국 티오콜(현재 노스럽그루먼)의 캐스터120(추력 160t급)을 라이선스 생산하는 모터이다. 미국 티오콜은 캐스터120의 추력을 220t급(SR-118)으로 개량하였고, 일본 역시 개량한 동일 모터를 라이선스 생산(SRB-A3)하여 엡실론을 제작한다.
한국이나 일본의 각종 미디어에서 종종 일본의 잠재적인 핵투발 능력으로 엡실론을 언급하지만, 엡실론의 1단 고체로켓모터는 미국산 모터이다. 일본은 SRB-A를 미국의 허가 없이 개량할 수 없다. 무기화를 목적으로 하는 대대적인 개량은 더욱더 불가능하다. 일본의 잠재적 핵투발 능력은, 오히려 일본의 순수한 자국산 고체발사체였던 M-V가 현실성이 있다. 그러나 1회 발사에 무려 100명 내외의 운용인력이 필요하고, 발사체에 유도기능이 없다는 점, 무엇보다 1단 고체로켓모터가 필요 이상의 대추력이라는 점에서 M-V 역시 무기화는 비현실적이었다. 모터가 필요 이상으로 대추력일 경우 TEL 등을 통한 이동과 발사가 곤란해지게 된다. 선택지는 결국 사일로를 통한 운용만 남게 되며, 일본과 같이 국토가 좁은 국가가 사일로를 운용한다는 것은 표적지를 만들어 놓고 기다리고 있는 셈이 된다.
- LGM-118 피스키퍼,  미국, 무게 88.45톤, 3단 고체연료, 1단추력 220톤, 최초발사 1983년
- 엡실론,  일본, 무게 91톤, 3단 고체연료, 1단추력 220톤, 최초발사 2013년

## 발사 기록
| 날짜(UTC)        | 비행 | 탑재체               | 결과 |
| ---------------- | ---- | -------------------- | ---- |
| 2013년 9월 14일  | TF1  | SPRINT-A (HISAKI)    | 성공 |
| 2016년 12월 20일 | F2   | ERG (ARASE)          | 성공 |
| 2018년 1월 17일  | F3   | ASNARO-2             | 성공 |
| 2019년 1월 18일  | F4   | 소형 위성 ×7 개      | 성공 |
| 2021년 11월 9일  | F5   | 소형 위성 ×9 개      | 성공 |
| 2022년 10월 12일 | F6   | QPS-SAR-3、QPS-SAR-4 | 실패 |

## 같이 보기
- 하야부사 (우주선)
- 가구야
- 일본의 항공우주개발 연혁

1. ↑  JAXA press release Epsilon-F1
2. ↑  JAXA press release Epsilon-F2
3. ↑  JAXA press release Epsilon-F3
4. ↑  JAXA press release Epsilon-F4
5. ↑  JAXA press release Epsilon-F5
6. ↑  JAXAfanfansiteEpsilon-F6